# Xã Evan, Quận Kingman, Kansas
Xã Evan (tiếng Anh: Evan Township) là một xã thuộc quận Kingman, tiểu bang Kansas, Hoa Kỳ. Năm 2010, dân số của xã này là 542 người.